# مارک کارنی
مارک جوزف کارنی (انگلیسی: Mark Joseph Carney؛ ۱۶ مارس ۱۹۶۵) اقتصاددان، بانک‌دار و سیاستمدار کانادایی است که از ۱۴ مارس ۲۰۲۵ به عنوان بیست و چهارمین نخست‌وزیر کانادا فعالیت می‌کند. او همچنین از ۹ مارس ۲۰۲۵ رهبری حزب لیبرال کانادا را برعهده دارد. کارنی پیشتر از سال ۲۰۰۸ تا ۲۰۱۳ به عنوان هشتمین رئیس بانک مرکزی کانادا و از سال ۲۰۱۳ تا ۲۰۲۰ به عنوان یکصد و بیستمین رئیس بانک مرکزی بریتانیا خدمت کرده است.
کارنی دارای مدرک کارشناسی اقتصاد از دانشگاه هاروارد است و دکترای خود را در همان رشته از دانشگاه آکسفورد نیز دریافت کرده است.
او از سال ۲۰۲۰ تا ۲۰۲۵ رئیس سرمایه‌گذاری مؤثر در مدیریت دارایی بروکفیلد بود. مایکل بلومبرگ در اوت ۲۰۲۳ کارنی را به عنوان رئیس هیئت مدیره جدید بلومبرگ ال.پی. منصوب کرد. او همچنین پیش‌تر به عنوان فرستاده ویژه سازمان ملل متحد در امور آب و هوا و امور مالی خدمت کرده است.
کارنی عضو حزب لیبرال کانادا است. او در سپتامبر ۲۰۲۴ مشاور ویژه و رئیس کارگروه رشد اقتصادی این حزب شد. او قبلاً مشاور غیررسمی جاستین ترودو نخست‌وزیر کانادا در سال ۲۰۲۰ بود و به او در مورد شیوه و راهکارهای اقتصادی مبارزه با کووید ۱۹ کمک می‌کرد. پس از استعفای ترودو، گمانه زنی‌هایی مبنی بر نامزدی کارنی برای جانشینی او مطرح شد. در ۱۶ ژانویه ۲۰۲۵ کارنی کارزار خود را برای رهبری حزب لیبرال در ادمونتون آلبرتا آغاز کرد.
انتظار می‌رفت کارنی انتخابات پارلمانی فدرال را برای اواخر آوریل یا اوایل مه ۲۰۲۵ پیش از تاریخ انتخابات مورد نیاز در ماه اکتبر برگزار کند. در ۲۲ مارس ۲۰۲۵ حزب لیبرال اعلام کرد که کارنی در انتخابات در حوزه انتخابیه نپین، واقع در اتاوا رقابت خواهد کرد. حوزه‌های انتخابیه در آلبرتا با توجه به ارتباط شخصی او با استان به‌ویژه ادمونتون و همچنین کرسی‌های امن لیبرال‌ها در تورنتو و اتاوا مطرح شده بودند. کارنی در ۲۳ مارس ۲۰۲۵ با فرماندار کل مری سایمون دیدار کرد و خواستار انحلال پارلمان و برگزاری انتخابات در ۲۸ آوریل شد. کارنی و حزب لیبرال متعاقباً در انتخابات پیروز شدند. کارنی همچنین در حوزه انتخابیه نپئن نیز پیروز شد و او را به نخستین نخست وزیری تبدیل کرد که از زمان جان ای. مک‌دانلد در دهه ۱۸۸۰ به عنوان نماینده حوزه انتخابیه در منطقه اتاوا قرار گرفته است.

## اوایل زندگی و تحصیلات
مارک جوزف کارنی در ۱۶ مارس ۱۹۶۵ در فورت اسمیت زاده شد. مادر او ورلی مارگارت (با نام خانوادگی کمپر) خانه‌دار و پدرش رابرت جیمز مارتین کارنی مدیر دبیرستان بود. پدربزرگ و مادربزرگ پدری او تباری ایرلندی داشتند. برای همین او شهروندی ایرلند را هم دارد. او شهروندی بریتانیا را در سال ۲۰۱۸ بدست آورد. پدر مارک در انتخابات فدرال کانادا در سال ۱۹۸۰ نامزد حزب لیبرال برای ادمونتون جنوبی بود که نفر دوم شد.
خانواده کارنی در شش سالگی او به ادمونتون آلبرتا نقل مکان کردند. کارنی سه خواهر و برادر دارد. کارنی پیش از تحصیل در دانشگاه هاروارد در دبیرستان سنت فرانسیس خاویر تحصیل کرد.
کارنی در سال ۱۹۸۸ از هاروارد در رشته اقتصاد مدرک کارشناسی دریافت کرد. پس از آن به ادامه تحصیل در دانشگاه آکسفورد و در کالج سنت پیتر و کالج نوفیلد پرداخت و به ترتیب در سال‌های ۱۹۹۳ و ۱۹۹۵ مدرک کارشناسی ارشد و دکترا را در همین رشته دریافت کرد. او در طول سال‌های تحصیل در هاروارد، دروازه‌بان ذخیره تیم هاکی روی یخ دانشگاه بود و به عنوان کاپیتان باشگاه بازی می‌کرد.

## پیشه

### گلدمن ساکس
کارنی برای ۱۳ سال در شرکت خدمات مالی و بانکداری چندملیتی آمریکایی گلدمن ساکس مشغول به فعالیت بود و در دفاتر آنها در بوستون، لندن، نیویورک، توکیو و تورنتو کار کرد. او در این شرکت مسئولیت‌های گوناگونی مانند رئیس مشترک ریسک دولتی، مدیر اجرایی بازارهای سرمایه بدهی نوظهور و مدیر عامل بانکداری سرمایه‌گذاری را بر عهده داشت. او بر روی سرمایه‌گذاری آفریقای جنوبی پس از آپارتاید در بازارهای اوراق قرضه بین‌المللی کار کرد و در پروژه‌ای مرتبط با بحران مالی ۱۹۹۸ روسیه نیز مشارکت داشت.
در سال ۲۰۰۳ کارنی گلدمن ساکس را ترک کرد تا به عنوان معاون رئیس کل به بانک کانادا بپیوندد. او یک سال بعد به عنوان معاون ارشد وزیر در وزارت دارایی کانادا استخدام شد و در ۱۵ نوامبر ۲۰۰۴ در این سمت آغاز به کار کرد.

### وزارت دارایی کانادا
مارک کارنی از نوامبر ۲۰۰۴ تا اکتبر ۲۰۰۷ معاون ارشد وزیر و معاون گروه هفت در وزارت دارایی کانادا بود. او زیر نظر دو وزیر دارایی رالف گودآل از حزب لیبرال، و جیم فلاهرتی از حزب محافظه‌کار خدمت کرد. در این مدت کارنی بر طرح بحث‌برانگیز دولت کانادا برای مالیات بر درآمد تراست نظارت داشت. کارنی همچنین مجری فروش سودآور ۱۹ درصدی سهام دولت فدرال در پترو-کانادا بود.

### رئیس بانک کانادا
در نوامبر ۲۰۰۷ اعلام شد که کارنی به عنوان رئیس بانک کانادا منصوب خواهد شد. او بلافاصله سمت خود را در وزارت دارایی ترک کرد و مشاور رئیس مستعفی، دیوید داج شد و تا فوریه ۲۰۰۸ این مسئولیت را به عهده داشت. کارنی مسئولیت بانک کانادا را در آغاز بحران مالی ۲۰۰۸ بر عهده گرفت. کارنی در زمان انتصاب خود، جوانترین رئیس بانک مرکزی در بین روسای بانک مرکزی کشورهای عضو گروه هشت و گروه ۲۰ به‌شمار می‌رفت.

#### بحران مالی ۲۰۰۸

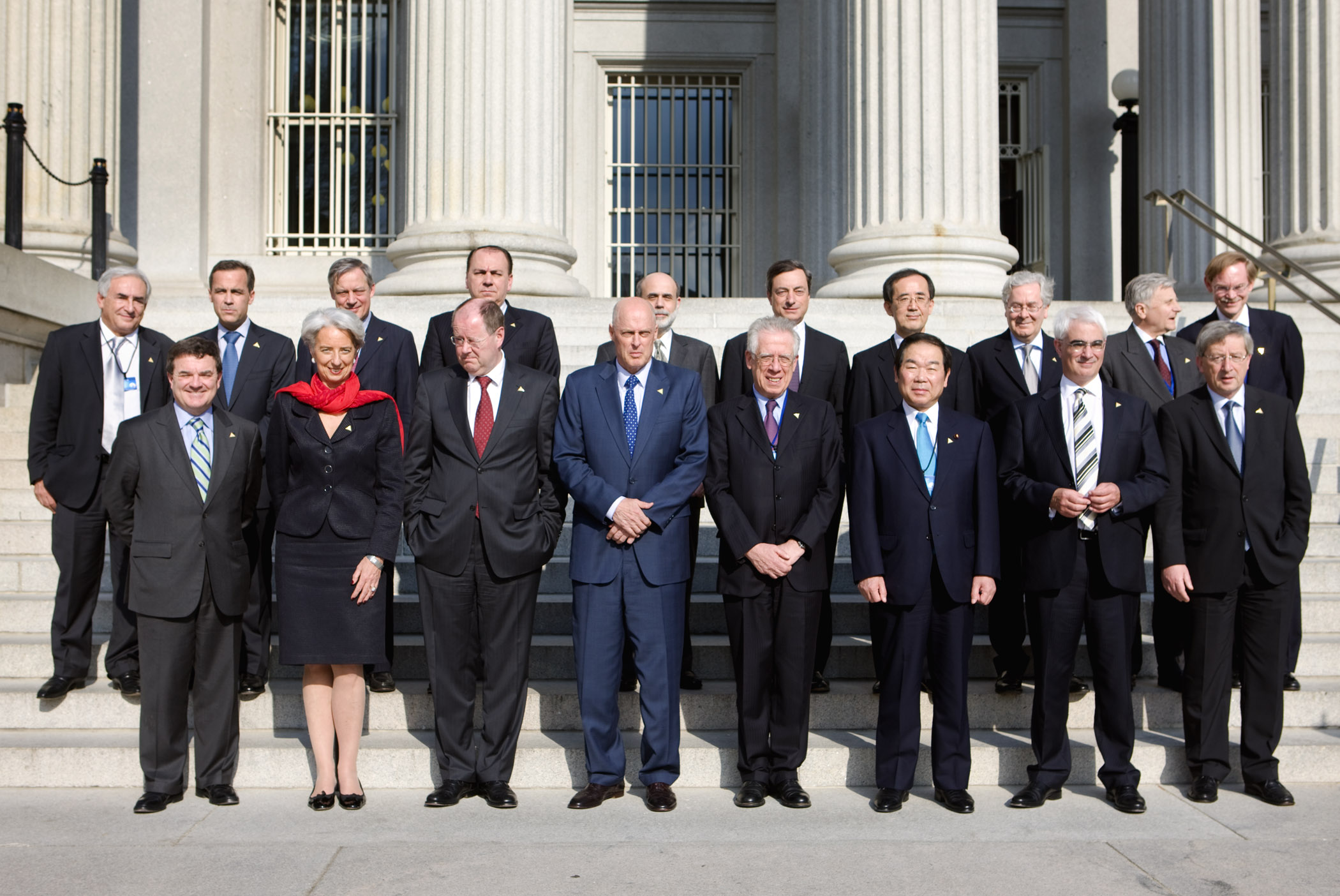
کارنی، رئیس وقت بانک کانادا، در ردیف آخر به همراه سایر روسای بانک مرکزی در جریان اجلاس وزیران دارایی گروه هفت (آوریل ۲۰۰۸)

اقدامات کارنی به عنوان رئیس بانک کانادا نقش مهمی در کمک به اقتصاد کانادا در تأثیر نگرفتن از بحران مالی ۲۰۰۸ داشت. از تصمیم‌های مهم دوران تصدی کارنی در بانک کانادا می‌توان به تصمیم برای کاهش نرخ بهره یک‌شبه به میزان ۵۰ واحد پایه در مارس ۲۰۰۸ اشاره کرد. در حالی که بانک مرکزی اروپا در ژوئیه ۲۰۰۸ نرخ بهره را افزایش داد، کارنی پیش‌بینی کرد که بحران ناشی از وام‌های پرریسک (بحران وام‌های اهرمی) به سایر نقاط جهان سرایت می‌کند و اقتصاد جهانی را تحت تأثیر قرار می‌دهد. هنگامی که نرخ بهره در کانادا به پایین‌ترین حد ممکن رسید و دیگر نمی‌شد آن را کمتر کرد، بانک مرکزی در آوریل ۲۰۰۹ از یک روش جدید به نام تعهد مشروط استفاده کرد. در این روش، بانک مرکزی اعلام کرد که نرخ بهره را حداقل برای یک سال ثابت نگه می‌دارد تا اعتماد بازارها را جلب کند و شرایط وام‌دهی و وام‌گیری را بهتر کند. این اقدام شرایط اعتباری داخلی و اعتماد بازار را تقویت کرد. از اواسط سال ۲۰۰۹ تولید و اشتغال شروع به بهبود کردند که بخشی از آن به دلیل محرک‌های پولی بود. اقتصاد کانادا در طول بحران از اقتصاد همتایان خود در گروه هفت بهتر بود و کانادا نخستین کشور گروه هفت بود که هم تولید ناخالص داخلی و هم اشتغال خود را به سطح پیش از بحران بازگرداند.
کارنی به خاطر رهبری خود در طول بحران مالی ۲۰۰۸ بسیار ستایش شد. از جمله این که فایننشال تایمز او را یکی از «پنجاه نفری که راه رو به جلو را مشخص می‌کنند» نام نهاد و مجله تایم نیز او را به عنوان یکی از ۱۰۰ فرد برتر مجله تایم در سال ۲۰۱۰ برگزید.

### ریاست بانک مرکزی انگلستان
در ۲۶ نوامبر ۲۰۱۲ جرج آزبرن رئیس خزانه بریتانیا اعلام کرد که مارک کارنی به عنوان رئیس بانک مرکزی انگلستان منصوب شده است. او در ۱ ژوئیه ۲۰۱۳ جایگزین مروین کینگ شد. کارنی نخستین غیر بریتانیایی بود که از زمان تأسیس بانک انگلستان در سال ۱۶۹۴ به این سمت رسید. از سال ۲۰۱۳ بانک مرکزی انگلستان اختیارات بیشتری از جمله توانایی تعیین الزامات سرمایه‌ای برای بانک‌ها پیدا کرد. گفته می‌شد او سالانه بسته دستمزدی در حدود ۶۲۴ هزار پوند (۸۴۴ هزار دلار آمریکا) دریافت می‌کرد که حدود ۱۰۰ هزار پوند بیشتر از دستمزد پیشینیانش بود.
اندکی پیش از شروع کار کارنی، بانک انگلستان وظایف نظارت مالی را از مرجع خدمات مالی به دست گرفت. تغییرات کارنی در روش‌های اجرایی بانک، باعث مدرن‌سازی این نهاد همزمان حضور او در رسانه‌ها افزایش یافت و اظهارنظرهای بحث‌برانگیز در زمان دو همه‌پرسی ایراد کرد. او سیاستی به نام «راهنمایی آینده‌نگر» را اجرا کرد که طبق آن بانک تا زمانی که نرخ بیکاری بالای ۷ درصد باشد، نرخ بهره را افزایش نمی‌دهد، تا بدین ترتیب وام‌دهی به کسب‌وکارها تشویق شود.
پیش از همه‌پرسی استقلال  اسکاتلند هشدار داد که مستقل است اسکاتلند مستقل برای ادامه استفاده از پوند استرلینگ مجبور به واگذاری برخی از اختیارات خود به بریتانیا شود.
پیش از همه‌پرسی همه‌پرسی عضویت بریتانیا در اتحادیه اروپا در سال ۲۰۱۶ کارنی هشدار داد که خروج از اتحادیه اروپا می‌تواند باعث رکود در بریتانیا شود. وی پس از برگزیت تلاش کرد به مردم اطمینان دهد که نظام مالی بریتانیا روال عادی خود را ادامه خواهد داد.
در آغاز دنیاگیری کووید-۱۹ در بریتانیا همزمان با پایان دوران ریاست کارنی در مارس ۲۰۲۰ بانک مرکزی نرخ بهره را نیم درصد کاهش داد تا از اثرات اقتصادی پیش‌بینی‌شده ناشی از همه‌گیری جلوگیری کند.

### ریاست هیئت ثبات مالی
مارک کارنی از سال ۲۰۱۱ تا ۲۰۱۸ رئیس هیئت ثبات مالی بود. به همین دلیل جایگاه مهمی در واکنش جهانی به اقدامات دولت نخست ترامپ داشت. او در آن زمان حضور منظمی در جلسات گروه ۲۰ داشت و اقدامات ترامپ در اقتصاد جهانی را از نزدیک بررسی می‌کرد.

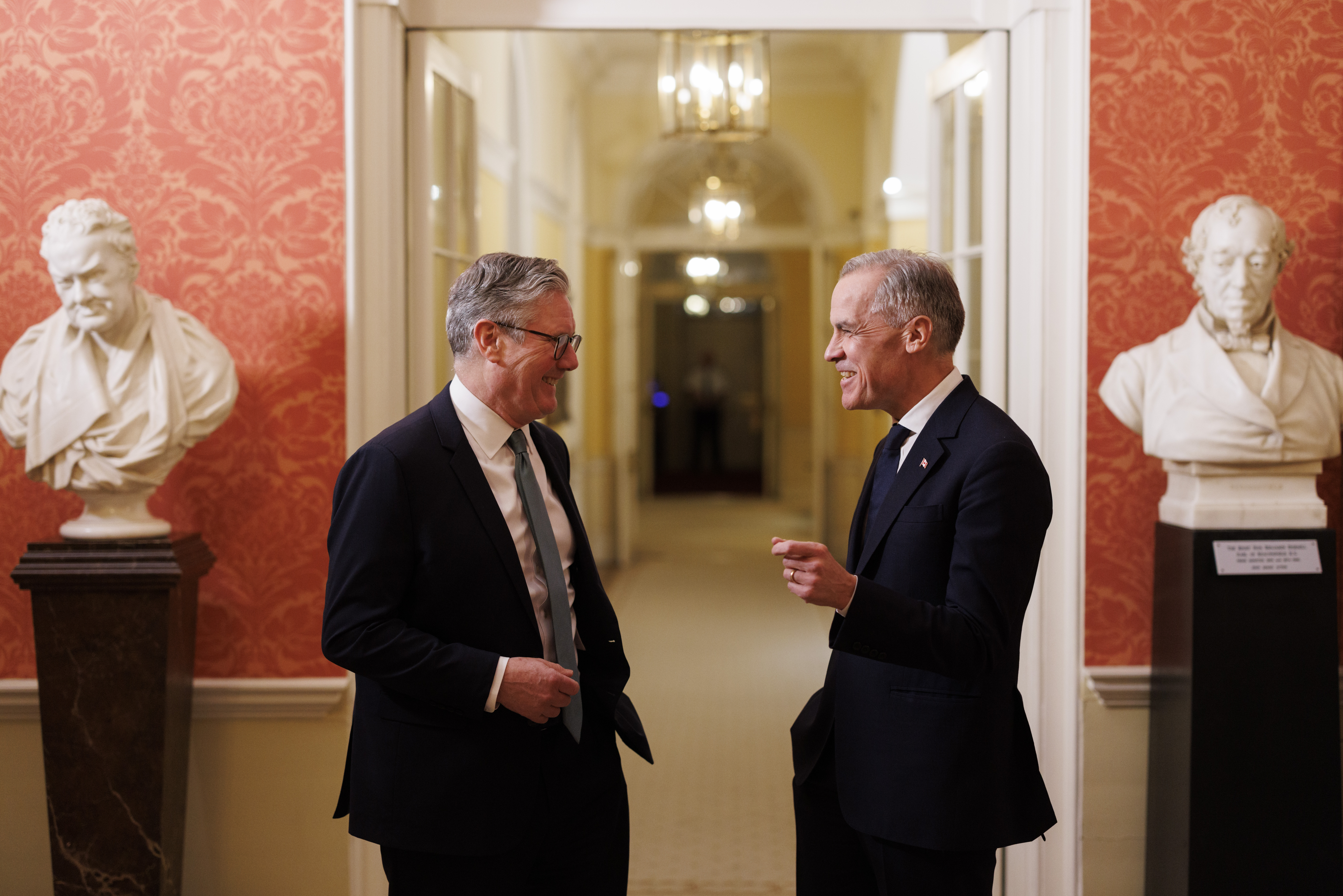
کارنی و کی‌یر استارمر نخست‌وزیر بریتانیا (مارس ۲۰۲۵‏)

### دونالد ترامپ
او در کسوت نخست‌وزیر کانادا در جریان مواجهه با تصمیم دونالد ترامپ برای اعمال تعرفه ۲۵ درصدی معتقد است: «این روزهای تاریکی است، روزهایی که به دلیل کشوری که دیگر نمی‌توانیم به آن اعتماد کنیم، رقم خورده است.» کارنی ادامه می‌دهد: «ما در حال عبور از شوک اولیه هستیم، اما نباید هرگز درس‌های آن را فراموش کنیم. ما باید از خودمان مراقبت کنیم و هوای یکدیگر را داشته باشیم. در روزهای سخت پیش‌رو باید متحد باشیم.» او در پاسخ بر کالاهای وارداتی از آمریکا تعرفه گذاشت.
پس از اینکه دونالد ترامپ چندین بار از تبدیل شدن کانادا به عنوان ایالت پنجاه و یکم آمریکا صحبت کرد، کارنی او را به لرد ولدمورت تشبیه کرد.

## انتقادها
اعضای حزب محافظه‌کار او را به دروغگویی در مورد نقش او در انتقال دفتر مرکزی شرکت سرمایه‌گذاری بروکفیلد است منیجمنت از تورنتو به نیویورک متهم می‌کنند. اما کارنی می‌گوید این تصمیم زمانی صورت گرفت که او هیئت مدیره را ترک کرده بود.
مارک کارنی از اعلام میزان دارایی‌های خود، خودداری می‌کند.
با اینکه مارک کارنی از مدافعان حفاظت از محیط زیست است، پس از ادای سوگند، با یک فرمان دولتی مالیات بر کربن لغو کرد و گفت: «این اقدام وضعیت کانادایی‌های تحت فشار را تغییر می‌دهد.» او در پاسخ به تعارض احتمالی میان گفته‌هایش در زمینه انرژی پایدار و لغو مالیات کربن، گفت که خود را سیاستمداری «عملگرا» نامید.

## دیدگاه‌ها
مارک کارنی از مدافعان حفاظت از محیط زیست است. او به عنوان فرستاده ویژه سازمان ملل در رابطه با تغییرات اقلیمی منصوب شد. همچنین در سال ۲۰۲۱ «اتحاد مالی گلاسکو برای تراز کربن صفر» را با ائتلافی از بانک‌ها و موسسات مالی برای مقابله با تغییرات اقلیمی تشکیل داد. کارنی همچنین در کارزار خواستار تبدیل کانادا به یک ابرقدرت انرژی پاک شد و گفت روند تایید پروژه‌های بزرگ انرژی پایدار را تسریع می‌کند.
با بالا گرفتن انتقادها از اشباع سیستم مهاجرتی کانادا در دوران جاستین ترودو، مارک کارنی گفت که برای مهاجرت، سقف تعیین می‌کند.

## زندگی شخصی
مارک کارنی با همسرش، دیانا فاکس کارنی اقتصاددانی بریتانیایی که در حوزه کشورهای در حال توسعه تخصص دارد، در دوران تحصیل در دانشگاه آکسفورد آشنا شد. دیانا در زمینه‌های مختلف محیط زیستی و عدالت اجتماعی فعال است. این زوج در ژوئیه ۱۹۹۴ در حالی که کارنی مشغول تکمیل پایان‌نامه دکترای خود بود، ازدواج کردند. آن‌ها چهار فرزند دارند و پیش از مهاجرت به محله راک کلیف پارک در اتاوا و سپس به لندن در سال ۲۰۱۳ در تورنتو زندگی می‌کردند. پس از پایان مسئولیت کارنی در بانک انگلستان، آنها به اتاوا بازگشتند.
کارنی در ماراتن لندن ۲۰۱۵ با زمان ۳ ساعت و ۳۱ دقیقه و ۲۲ ثانیه شرکت کرد که ۱۷ دقیقه سریع‌تر از زمان او در ماراتن اتاوا در سال ۲۰۱۱ بود.
او به زبان فرانسوی تسلط کامل دارد و علاوه بر شهروندی کانادا، شهروندی ایرلند و بریتانیا را نیز دارد. کارنی اقوام دوری در لیورپول دارد و از باشگاه فوتبال اورتون حمایت می‌کند. همچنین از تیم‌های ادمونتون اویلرز و ادمونتون الکس نیز طرفداری می‌کند. او همچنین پدرخوانده یکی از فرزندان کریستیا فریلند است.
مارک کارنی کاتولیکی مؤمن است. او در سال ۲۰۱۵ توسط مجله تبلت به عنوان تأثیرگذارترین کاتولیک بریتانیا معرفی شد.